# Puli
För andra betydelser, se Puli (olika betydelser).
Puli är en hundras från Ungern. I hemlandet är den traditionellt vallhund, men internationellt är den framförallt sällskapshund. Dess mest framträdande drag rent utseendemässigt är den rikliga ullpälsen, som inte kammas utan får filta sig, likt dreadlocks.

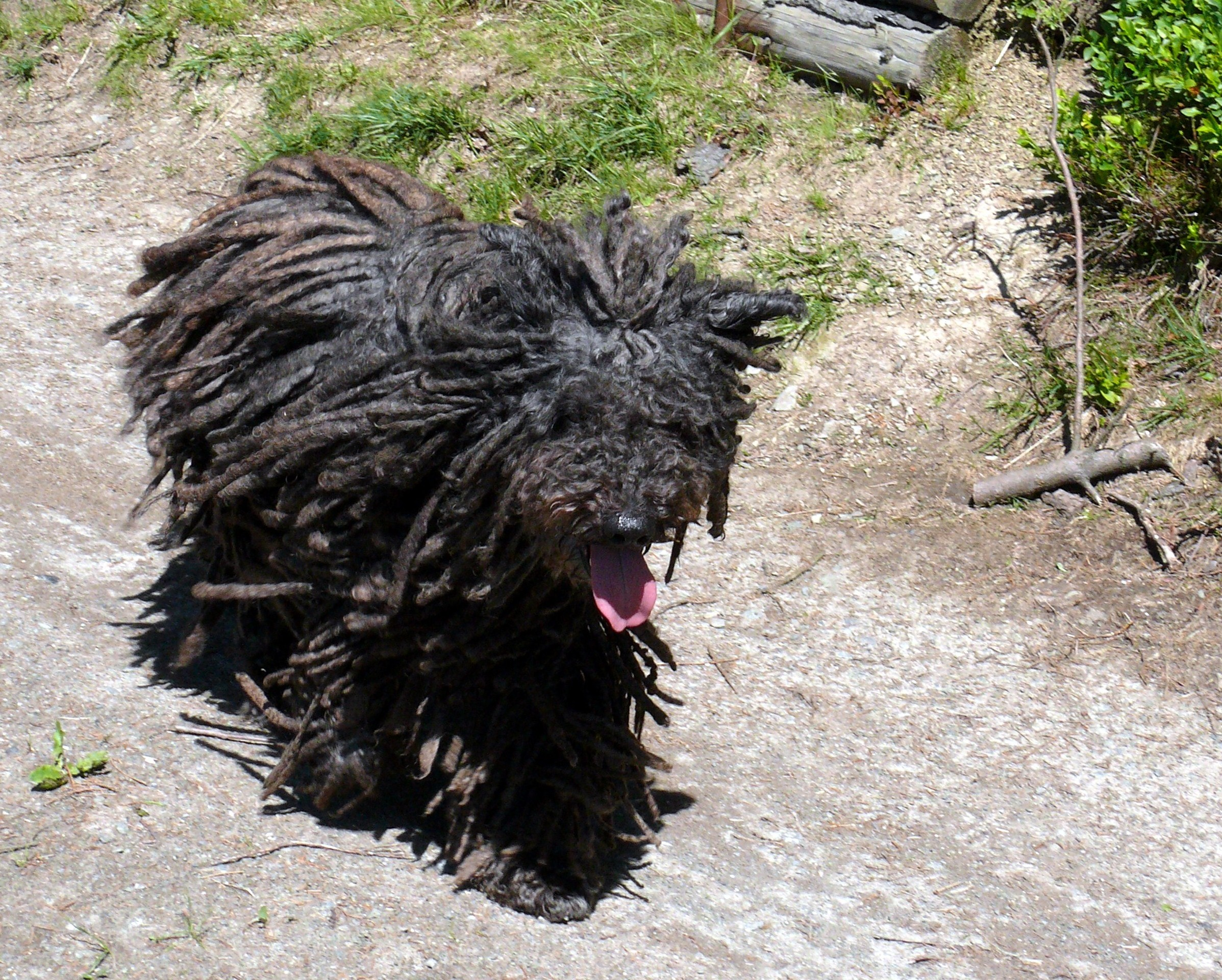

## Historia
Ursprunget antas vara centralasiatiska vallhundar, som kommit med magyarer till Ungern på 800-talet. Denna ursprungliga centralasiatiska vallhund representeras idag av den tibetanska terriern.
1912 gick professor Emil Raitsitz vid Ungerns veterinärmedicinska anstalt ut med ett upprop om att inventera Ungerns inhemska hundraser. Redan 1915 skrevs en rasstandard för puli. 1924 erkändes den som självständig ras av Fédération Cynologique Internationale (FCI). Till Sverige kom två puli 1962 från Budapests zoo i Városliget.

## Egenskaper
Rasen är lättlärd med mycket hjärna som behöver strikta regler redan som valp och passar därför inte särskilt bra som första hund.
Den fäller inte heller pälsen på samma sätt som vanliga hundar och dras därigenom med myten om att vara "allergivänlig". Det finns inga vetenskapliga belägg för detta då många allergiker reagerar på hundars saliv, urin och hudavlagringar. Är man dessutom kvalsterallergiker är pulin förstås olämplig.
Den passar till det mesta som agility, lydnad, bruks, utställning m.m. men kan få för sig att den ska valla allt som rör sig; joggare, cyklister, lekande barn, kaniner m.m. om man inte lär den att det är fel.  Detta kan ta tid och mycket tålamod då det är egenskaper framavlade under lång tid. Den passar givetvis även som vallhund, eftersom den instinktivt vallar får om den kommer i kontakt med dem. Pulin är en kroppsvallare som arbetar nära djuren med skall och nafsningar i hasorna, ett beteende som inte alltid uppskattas av objekt och omgivning. Pulin omnämns redan i rasstandarden som "en mycket god vakthund" och besitter en hel del vakt och skärpa. Hunden skäller rätt mycket och högt. Reservation mot främlingar är rastypiskt men bör inte förväxlas med rädsla eller överdriven aggressivitet.

## Utseende

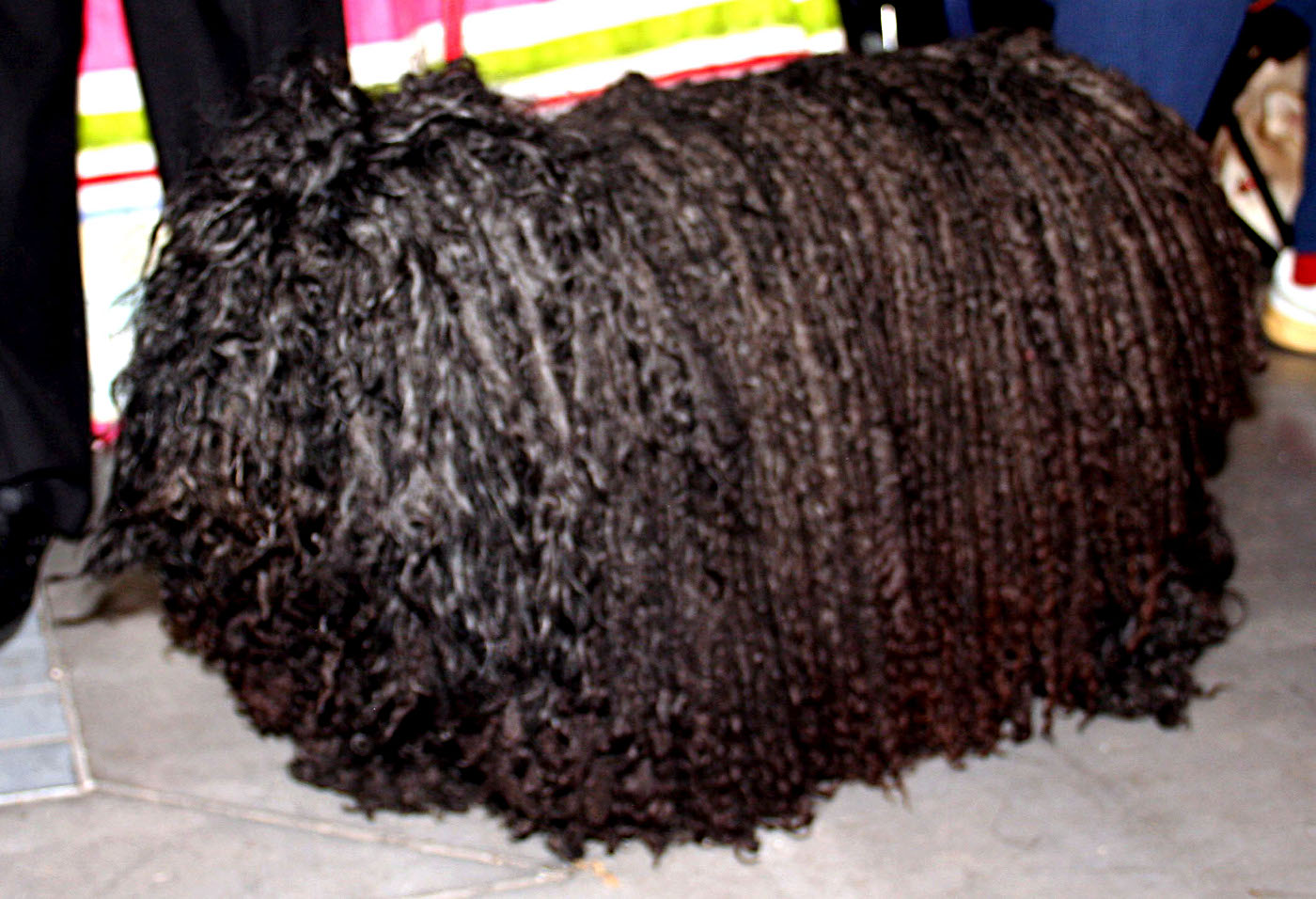
Pälsen på en fullpälsad vuxen hund kan väga ett par kg.

Det är en medelstor hund, mankhöjd 34–47 cm. Den vanligaste färgen är svart med roströd, men även vanlig svart, grå, fakó (blek), maskad fakó och vit förekommer. Den grå färgen kommer egentligen ifrån ett genetiskt fel och det har visat sig att gråa pulis inte lever lika länge som vita och svarta pulis samt att deras päls har svårare att bilda dreadsen. Man bör därför passa sig för uppfödare som enbart avlar efter färg och utseende.
Trots vad många tror så är pälsen lättskött och behöver inte alls mycket tid, exakt hur mycket tid beror helt på hur din pulis päls är. Det finns olika typer; snör- och bandpäls (tunnare resp tjockare). Pälsen kan behöva extra hjälp från hundägaren att bildas rätt, hjälp med att separera snörena och se till att de inte blir för tjocka och otympliga. Den mesta tiden du behöver lägga ner på dreadsen är precis när de bildas (ettårsåldern) och efter man har badat pulin. Att bada en puli kan behövas men det är inget man ska göra ofta då det kan ta upp till 3 dygn för extrempälsad hund att självtorka, därför kan en hårtork vara praktiskt eftersom hunden kan bli sjuk när den går blöt för länge. Det gäller främst utställningshundar med päls ner till marken, arbetande hundar har aldrig kunnat förmås att spara så mycket päls då pälsen på en fullpälsad vuxen hund kan väga ett par kg.

## Hälsa
Puli är en förhållandevis frisk ras och kan bli mellan tolv och femton år gammal.